# Thinobius opaculus
Thinobius opaculus är en skalbaggsart som beskrevs av Cameron 1923. Thinobius opaculus ingår i släktet Thinobius och familjen kortvingar. Inga underarter finns listade i Catalogue of Life.